# 第一共栄交通
第一共栄交通株式会社（だいいちきょうえいこうつう）は、北海道釧路郡釧路町に本社を置くタクシー事業者である。

## 概要
1960年（昭和35年）9月に第一ハイヤーとして創業。1970年（昭和45年）4月に共栄ハイヤーと合併し、第一共栄交通株式会社を設立。

## 事業内容
- タクシーでの旅客の輸送
- 介護職員初任者研修受講者（ホームヘルパー2級）を有する乗務員によるケアタクシーの運行

## 車両
小型車は白色のボディに「釧路」という文字とその間に○の中に「DK」と書かれたマークがあり、その下に四角い枠で囲まれた「第一共栄」がある簡素なデザインが採用されている。
2019年（平成31年）3月19日現在、保有台数は総計76台。
- ジャンボタクシー （乗車定員 9人）
  - トヨタ・ハイエース 3台
- 大型タクシー
  - トヨタ・クラウン 1台
- 小型タクシー
  - トヨタ・コンフォートなど 66台
  - トヨタ・プリウス ２台
  - トヨタ・プリウスα 4台